# Arichanna adjuncta
Arichanna adjuncta är en fjärilsart som beskrevs av Eugen Wehrli 1939. Arichanna adjuncta ingår i släktet Arichanna och familjen mätare. Inga underarter finns listade i Catalogue of Life.